# 梁克信
梁克信（英語： Hudson Leung，1939年—2017年8月），又名梁克遜，籍貫廣東茂名。他在1960年代，在香港最早加入模特兒和電影行業，演過不少電影客串、廣告等、他亦自設模特兒公司來培訓人才。於80-90年代擔任少數電視劇角色，另外他曾為80-90年代教育電視定期演出角色之一。
他亦曾經營特約演員公司，但後來因為身體轉差而結束經營。
2020年10月26日，蘋果日報記者欲邀請梁克信作專訪，其後從其兒子得知梁氏已於2017年8月因前列腺癌離世，享年78歲。

## 演出作品

### 電影
- 1969年：《歡樂砍聲滿華堂》
- 1978年：《撈過界》
- 1979年：《色慾與純情》
- 1979年：《點指兵兵》飾 警校檢身官
- 1981年：《阿燦出千》
- 1981年：《煲車》
- 1981年：《單程路》
- 1981年：《龍咁威》
- 1981年：《千門八將》
- 1981年：《衝鋒車》
- 1981年：《盜腦耇》
- 1982年：《夜驚魂》
- 1982年：《摩登雜差》
- 1982年：《再生人》
- 1982年：《花劫》
- 1982年：《卒仔抽車》
- 1982年：《八十二家房客》
- 1982年：《搏盡》
- 1982年：《賊王之王》
- 1982年：《邪完再邪》
- 1982年：《魔界》
- 1983年：《家在香港》
- 1983年：《陰陽錯》
- 1983年：《我愛夜來香》
- 1983年：《邪花劫》
- 1983年：《魔》
- 1983年：《星際鈍胎》
- 1983年：《暗渠》
- 1983年：《第一把交椅》
- 1983年：《狂情》
- 1984年：《鬼戰》
- 1984年：《三文治》
- 1984年：《奸人鬼》
- 1984年：《最佳拍檔女皇密令》
- 1984年：《夾心沙展》
- 1985年：《飛虎奇兵》
- 1986年：《八喜臨門》
- 1987年：《富貴逼人》飾 雷達驃之表弟
- 1987年：《魔鬼天使》飾 伴郎
- 1987年：《不是冤家不聚頭》
- 1987年：《鬼馬校園》
- 1987年：《奪命佳人》
- 1987年：《凌晨晚餐》
- 1987年：《精裝追女仔》飾 細珠父親
- 1987年：《A計劃續集》 飾 陸警高層
- 1988年：《精裝追女仔II》飾 司徒銘議員
- 1988年：《奸人本色》
- 1988年：《應召女郎1988》
- 1988年：《飛龍猛將》
- 1988年：《求愛敢死隊》
- 1989年：《單身貴族》
- 1989年：《火舞儷人》
- 1989年：《驚魂記》
- 1989年：《捉鬼大師》
- 1990年：《無名家族》
- 1990年：《地頭龍》
- 1991年：《表哥我來也》
- 1991年：《情聖》
- 1992年：《羔羊大律師》
- 1992年：《我來自北京》
- 1992年：《轟天皇家將》
- 1993年：《追男仔》飾 警司
- 1993年：《蠍子之滅殺行動》
- 1993年：《血濺紅燈區》
- 1994年：《省港一號通緝犯》
- 1994年：《龍虎新風雲》
- 1994年：《國產凌凌漆》飾 賴有為
- 1994年：《我友張來》
- 1995年：《救世神棍》飾 宋大祥
- 1998年：《97重案實錄》
- 2006年：《黑拳》飾 馬先生

### 廣告
- 1970年代：人人搬屋有限公司
- 2003年：任天堂

## 備註
1. 1 2  出生年份不確定，因沒有任何參考資料顯示其出生年份，而傳媒的報導只指他終年78歲。

## 外部連結
- 梁克信在互联网电影资料库（IMDb）上的資料（英文）
- 梁克信在香港影庫上的簡介